# Disastro di Arsia
Il disastro di Arsia fu un incidente minerario verificatosi il 28 febbraio 1940 ad Arsia in Istria all'epoca territorio italiano, oggi in Croazia, dove a causa di un'esplosione verificatasi ai livelli 15, 16, 17 e 18 della miniera di Arsia che sprigionò un'ondata esplosiva morirono 185 persone e rimasero intossicate circa 150 persone.
Si tratta della più grave tragedia mineraria della storia d'Italia.
Tra i deceduti si distinse per eroismo il minatore triestino Arrigo Grassi al quale fu conferita postuma il 29 settembre 1940 la medaglia d'oro al valor civile con la seguente motivazione "In occasione del grave scoppio avvenuto nella miniera carbonifera dell’Arsa, che causò la morte di molti operai, penetrava ripetutamente, sprovvisto di maschera, nelle gallerie invase da gas letali e, con tenace azione, riusciva a salvare dieci minatori. Accortosi infine che un suo compagno mancava all’appello, scendeva di nuovo nella zona pericolosa; ma trovava la morte accanto a colui che aveva voluto salvare. Esempio mirabile di generoso, indomito ardire. Arsa (Pola), 28 febbraio 1940."
Nel novembre del 2021 nella piazza principale di Arsia è stata collocata la campana commemorativa "Alma Mater Dolorosa", fusa nella fonderia pontificia di Agnone, in ricordo dell'immane tragedia.